# Capparis nobilis
Capparis nobilis är en kaprisväxtart som beskrevs av Ferdinand von Mueller och George Bentham. Capparis nobilis ingår i släktet Capparis och familjen kaprisväxter. Inga underarter finns listade i Catalogue of Life.